# Счётчик Джонса
Счётчик Джонса — устройство, прикрепляемое к переднему колесу велосипеда и используемое для точного измерения числа оборотов колеса. Изобретён Аланом Джонсом в 1971 году для измерения длин дистанций забегов по дорогам с твёрдым покрытием. Встроенный механический счётчик увеличивает своё значение на единицу после поворота колеса на некоторый фиксированный угол, зависящий от модели. Это позволяет измерять длину отрезка на дороге с точностью в пределах 10 сантиметров. Общая точность зависит также от калибровки счётчика и других факторов, но как правило, ошибка не превышает 0,1%.

## Модели счётчика
С 1971 года выпускалось несколько разных модификаций счётчика; в частности, число, на которое менялся показатель счётчика за один полный оборот колеса, менялось в пределах от 20 до 30.
В текущей модели счётчика показатель изменяется ровно на 260 за 11 оборотов колеса. По состоянию на 2017 год изготовлением счётчиков занимается Том Ригель.

## Использование при измерении дистанций для забегов по шоссе
Для измерения дистанций счётчик закрепляется на велосипеде между левой вилкой и передним колесом.
Перед использованием велосипед необходимо откалибровать, проехав по прямому отрезку, длина которого точно измерена (как правило, стальной рулеткой). После этого можно измерять длину фрагмента трассы с помощью счётчика; после окончания замеров необходимо ещё раз откалибровать велосипед, ещё раз проехав по тому же отрезку — длина, которую велосипед преодолевает за один оборот, зависит от давления в шинах, температуры воздуха и других параметров.
Существуют подробные инструкции по измерению длин трасс забегов, выполненные американской компанией USA Track & Field и IAAF; последняя инструкция переведена на русский язык.